# Junção ureterovesical
Em anatomia, a junção ureterovesical (JUV) é o local onde o ureter une-se a bexiga urinária. A junção ureterovesical possui um mecanismo de válvula que permite a passagem da urina do ureter para a bexiga, impedindo o fluxo contrário, ou seja, da bexiga para o ureter.